# Atrichopogon aethiops
Atrichopogon aethiops är en tvåvingeart som först beskrevs av Maurice Emile Marie Goetghebuer 1920.  Atrichopogon aethiops ingår i släktet Atrichopogon och familjen svidknott. Inga underarter finns listade i Catalogue of Life.